# Elophos
Elophos is een geslacht van vlinders van de familie spanners (Geometridae), uit de onderfamilie Ennominae.

## Soorten
- E. amphibolaria Wehrli, 1922
- E. andereggaria (de La Harpe, 1853)
- E. banghaasi Wehrli, 1921
- E. barbarica Prout, 1915
- E. caelibaria (Heydenreich, 1851)
- E. dilucidaria (Denis & Schiffermüller, 1775)
- E. dognini (Thierry-Mieg, 1910)
- E. gilvaria Staudinger, 1892
- E. leptogramma Wehrli, 1931
- E. operaria (Hübner, 1813)
- E. serotinaria (Denis & Schiffermüller, 1775)
- E. sproengertsi (Pungeler, 1914)
- E. spurcaria De la Harpe, 1853
- E. unicoloraria (Staudinger, 1871)
- E. vittaria (Thunberg, 1788)
- E. zelleraria (Freyer, 1836)
- E. zirbitzensis (Pieszcek, 1902)